# Mitu salvini
O mutum-de-salvin, mutum-de-barriga-branca ou mutum-de-ventre-branco (Mitu salvini) é uma espécie de ave da família Cracidae.
Pode ser encontrada nos seguintes países: Colômbia, Equador e Peru.
Os seus habitats naturais são: florestas subtropicais ou tropicais húmidas de baixa altitude.